# 20 godina
20 godina četvrti je album uživo sastava Prljavo kazalište.
Koncert za 20 godina Prljavog kazališta, održan 17. listopada 1997. u K. D. Vatroslav Lisinski s gostima: bivšim članom Zoranom Zokom Cvetkovićem, simfonijskim orkestrom HRT-a, Melom Gaynorom, Josipom Lisac i dr.

## Popis pjesama
1. Heroj ulice (3:57)
2. Moj bijeli labude (5:56)
3. Iz nekih starih razloga (4:24)
4. Tu noć kad si se udavala (5:45)
5. Kiše jesenje (5:31)
6. Ma kog me Boga za tebe pitaju (5:08)
7. Ptico malena (7:20)
8. S vremena na vrijeme (6:13)
9. Lupi petama (6:20)
10. Dođi sada, gospode (6:08)
11. Mojoj majci (Ruža) (8:34)
12. Zbogom dame, zbogom prijatelji (4:58)